# Quartel (heráldica)
Chama-se quartel, campo, subcampo, divisão, subdivisão ou partido, a cada uma das partes de um todo, que compõem um escudo. 

## Ordem de leitura dos quartéis

Partido
Cortado
Talhado
Esquartelado
Esquartelado com coração ou abismo

### Exemplos
- A leitura do escudo desta imagem sería: ...partido, o 1º de azul, o 2º de vermelho...
- No exemplo seguinte, a interpretação é: ...talhado, o 1º de verde, o 2º de ouro..
- Neste terceiro exemplo, a descrição do escudo sería: ...esquartelado, o 1º e o 4º de vermelho, o 2º e o 3º de ouro ...